# بنسون، آکسفوردشر
بنسون، آکسفوردشر (به انگلیسی: Benson, Oxfordshire) یک روستا و محله مدنی در بریتانیا است که در ساوت آکسفوردشر واقع شده‌است. بنسون ۹٫۸۴ کیلومتر مربع مساحت و ۴٬۷۵۴ نفر جمعیت دارد.